# Championnats de Hongrie d'escrime 1908
Navigation
Édition précédente Édition suivante
Les championnats de Hongrie d'escrime 1908 ont lieu du 24 avril 26 avril 1908 à Budapest. Ce sont les neuvièmes championnats d'escrime en Hongrie. Ils sont organisés par la MVSz.
Les championnats comportent seulement deux épreuves, le fleuret masculin et le sabre masculin.

## Classements
| Épreuves          | Or               | Argent         | Bronze                   |
| ----------------- | ---------------- | -------------- | ------------------------ |
| Fleuret           |                  |                |                          |
| Hommes individuel | Péter Tóth MAC   | Pál Pajsz MAC  | Dezső Földes Fővárosi VC |
| Sabre             |                  |                |                          |
| Hommes individuel | Jenő Szántay MAC | Péter Tóth MAC | Lajos Werkner Nemzeti VC |